# Shawn Andrews
Shawn Cornelius Andrews (født 25. december 1982 i Camden, Arkansas, USA) er en tidligere amerikansk footballspiller, der spillede i NFL som guard for henholdsvis New York Giants og Philadelphia Eagles. Hans karriere strakte sig kun over syv sæsoner.
Andrews var en del af det Philadelphia Eagles-hold, der i 2005 nåede Super Bowl XXIX, hvor man dog tabte til New England Patriots. Tre gange, i 2005, 2006 og 2007, blev han udtaget til Pro Bowl, NFL's All Star-kamp.

## Klubber
- 2004-2009: Philadelphia Eagles
- 2010: New York Giants